# Passion de saint Maurice et de ses compagnons
La Passion de saint Maurice et de ses compagnons (Passio Mauricii et sotiorum ejus en latin) est un manuscrit enluminé commandé par le général vénitien Jacopo Antonio Marcello à destination de Jean Cossa. Ses miniatures sont attribuées à un miniaturiste lombard anonyme ainsi qu'au peintre vénitien Jacopo Bellini et son fils Giovanni Bellini. Il est actuellement conservé à la bibliothèque de l'Arsenal à Paris.

## Historique
Le 1er juin 1453, le général vénitien Jacopo Antonio Marcello (1399-1464) fait envoyer ce livre à destination de Jean Cossa, sénéchal de Provence et conseiller de René d'Anjou. Ce dernier tente en effet de prendre possession du royaume de Naples, dont il a hérité. Il noue pour cela un certain nombre d'alliances en Italie et Marcello soutient le prince français. En récompense, il est admis au sein de l'ordre du Croissant le 26 août 1449, un ordre de chevalerie fondé par le roi René l'année précédente. La cérémonie d'investiture a lieu en 1450, alors que Jean Cossa est le sénateur annuel de l'ordre. Cependant, cette alliance entre René et Venise est contrariée par l'arrivée au pouvoir de Francesco Sforza. La Sérénissime entre en guerre contre Sforza et soutient finalement Alphonse V d'Aragon, qui est parvenu à prendre le royaume de Naples à René d'Anjou, tandis que ce dernier reçoit le soutien du nouveau pouvoir milanais, de Florence et des rois de France. Par le cadeau de ce manuscrit enluminé, Marcello tente de rallier René d'Anjou au parti de Venise. Dans la lettre l'accompagnant en tête de l'ouvrage, à destination de Jean Cossa et des membres de l'ordre du Croissant, il s'excuse de ne pouvoir être présent au chapitre annuel de l'ordre et les informe que l'armée de la Sérénissime vient de prendre les villes de Quinzano d'Oglio et Pontevico contre l'armée de Sforza.
Par la suite, le manuscrit entre dans le trésor de la cathédrale Saint-Maurice d'Angers avant 1539. Vers 1590, il appartient à la collection Petau à Orléans, puis à Claude Ménard en Anjou après 1614, puis Nicolas-Claude Fabri de Pereisc à Aix-en-Provence, Nicolas-Claude Boucot en 1695 et François Roger de Gaignières vers 1700. Après être passé dans les mains de Charles-Adrien Picard, il est acquis par Antoine-René d'Argenson, cité dans un de ses inventaires en 1781 et dont la collection constitue le cœur de l'actuelle bibliothèque de l'Arsenal après son achat en 1785.

## Description

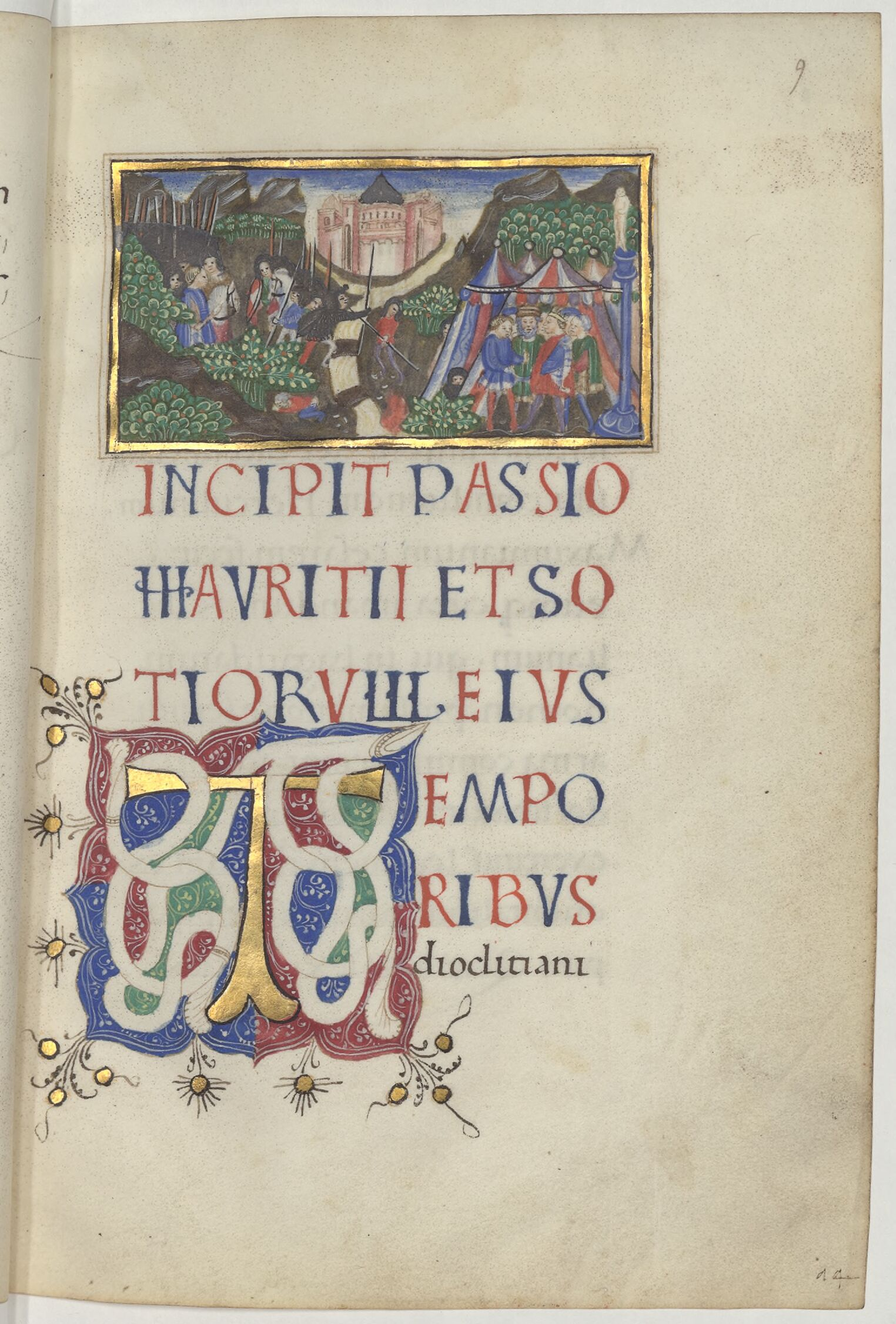
Début du récit de la passion de Saint Maurice, f.9r.

Le petit opuscule contient trois parties : 
- une lettre à destination de Jean Cossa et des membres de l'ordre du Croissant (f.1 à 5)
- un récit de la passion de saint Maurice et le massacre de la légion thébaine (f.9 à 33v)
- un poème en hexamètre (f.35 à 37 v).

Le récit central, sans doute rédigé en premier, est illustré par 11 lettrines et 7 miniatures représentant des scènes de la vie du saint. Elles sont l'œuvre d'un enlumineur lombard anonyme encore marqué par l'enluminure gothique.
Il est fait appel, sans doute dans un second temps, à un artiste vénitien d'une plus grande envergure pour réaliser deux initiales le représentant (f.1 et 35) ainsi que pour 4 miniatures pleines pages.

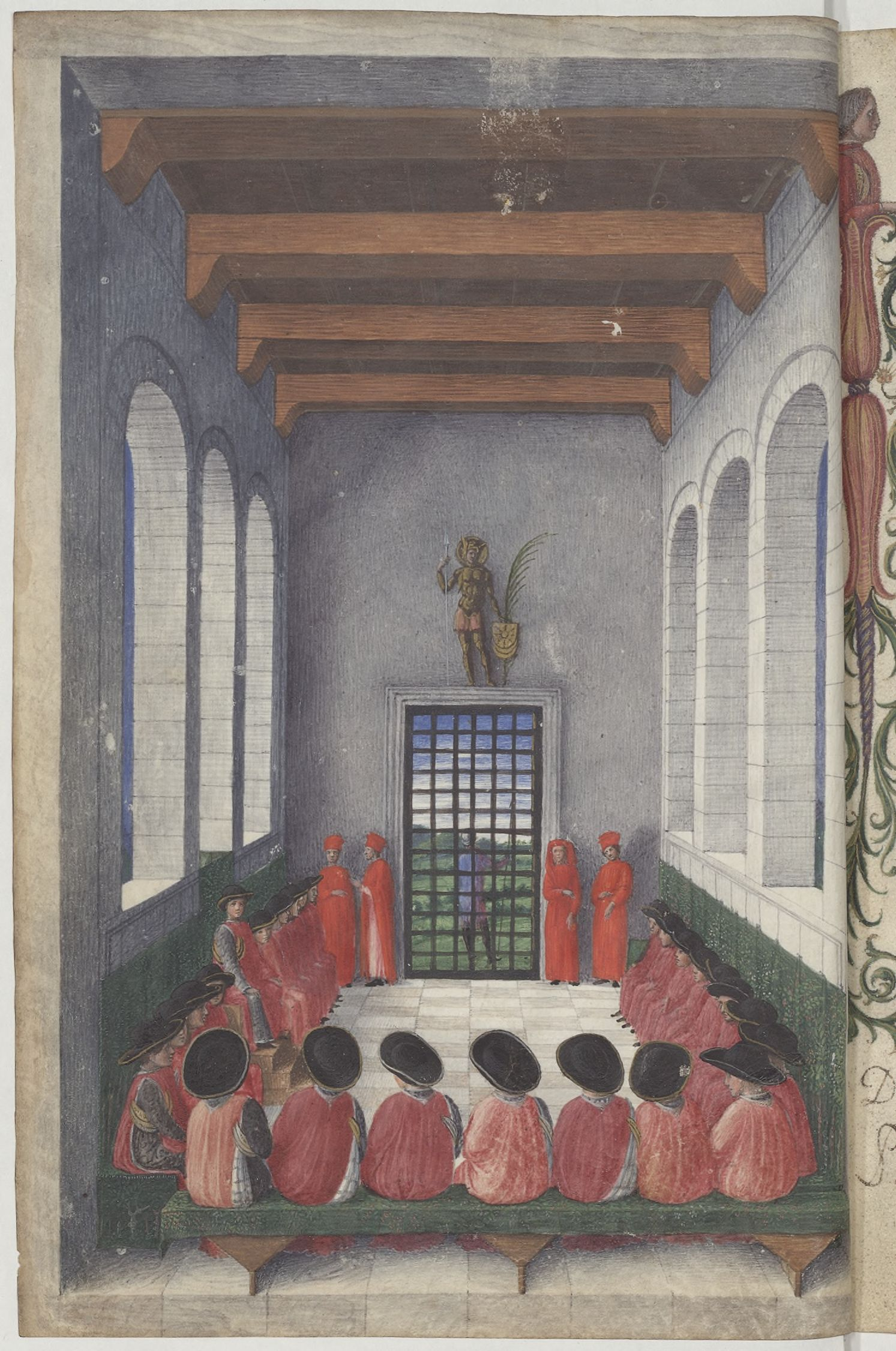
Assemblée de l'ordre du Croissant, f.Cv
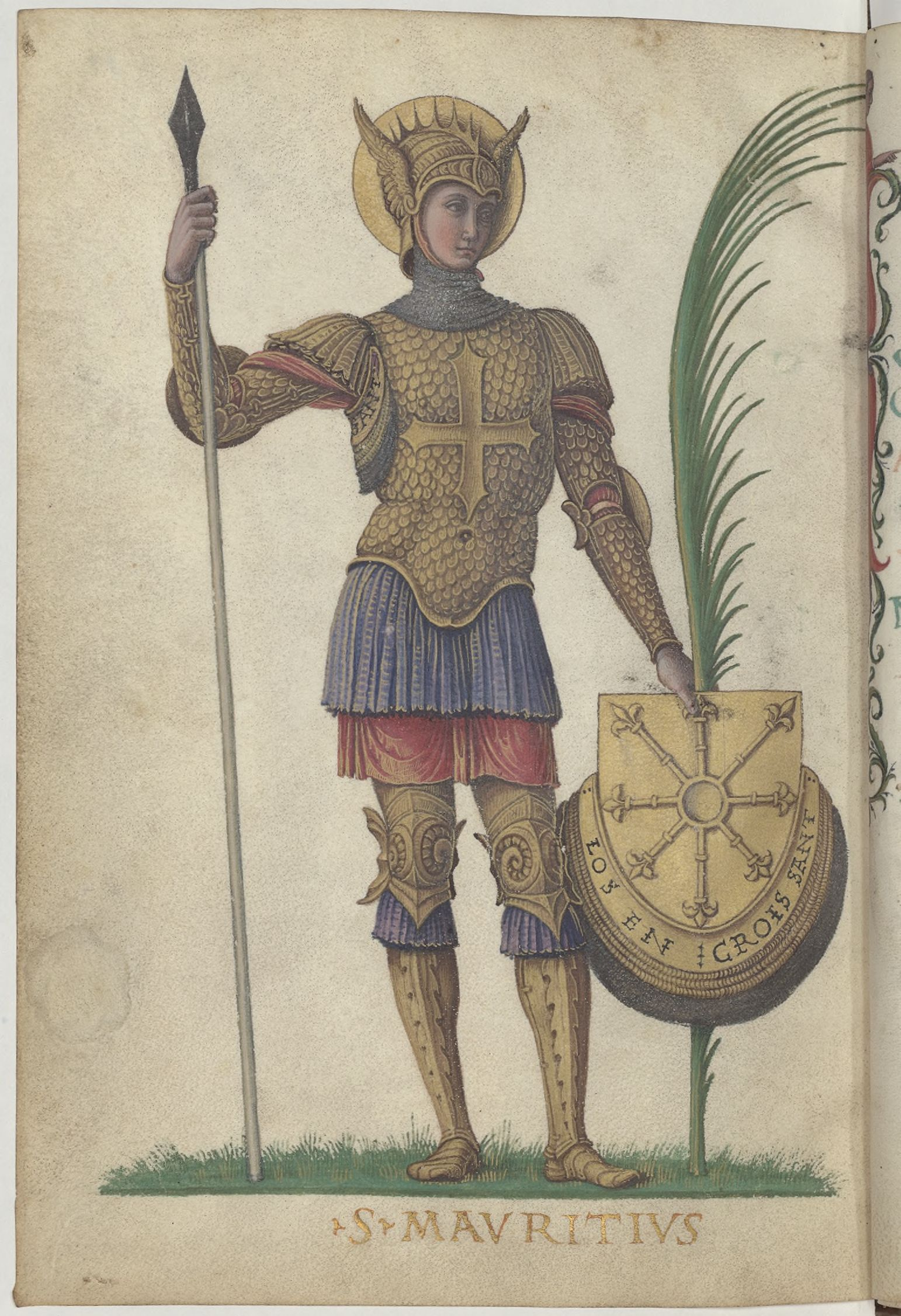
Saint Maurice, f.34v
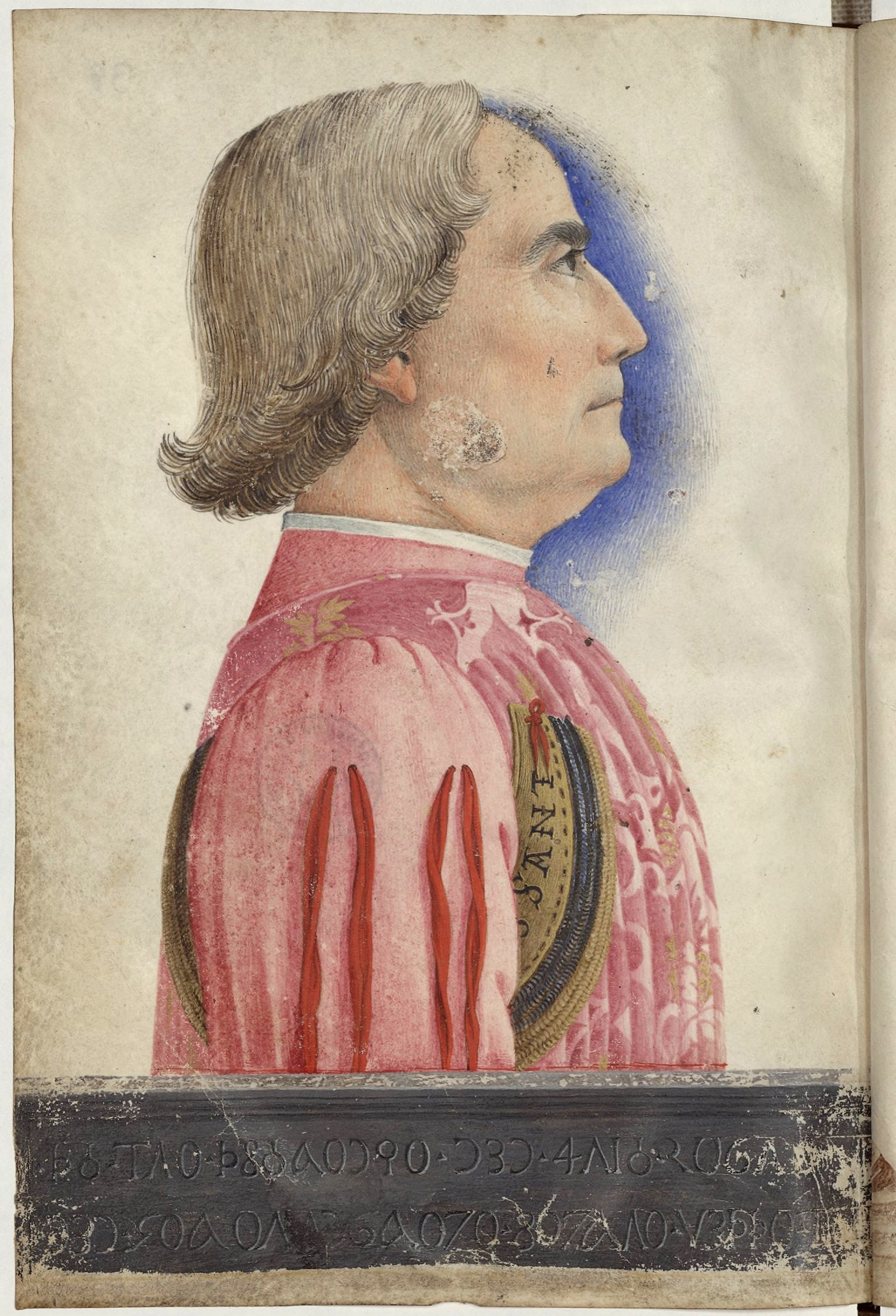
Un portrait de Jacopo Antonio Marcello, f.38v
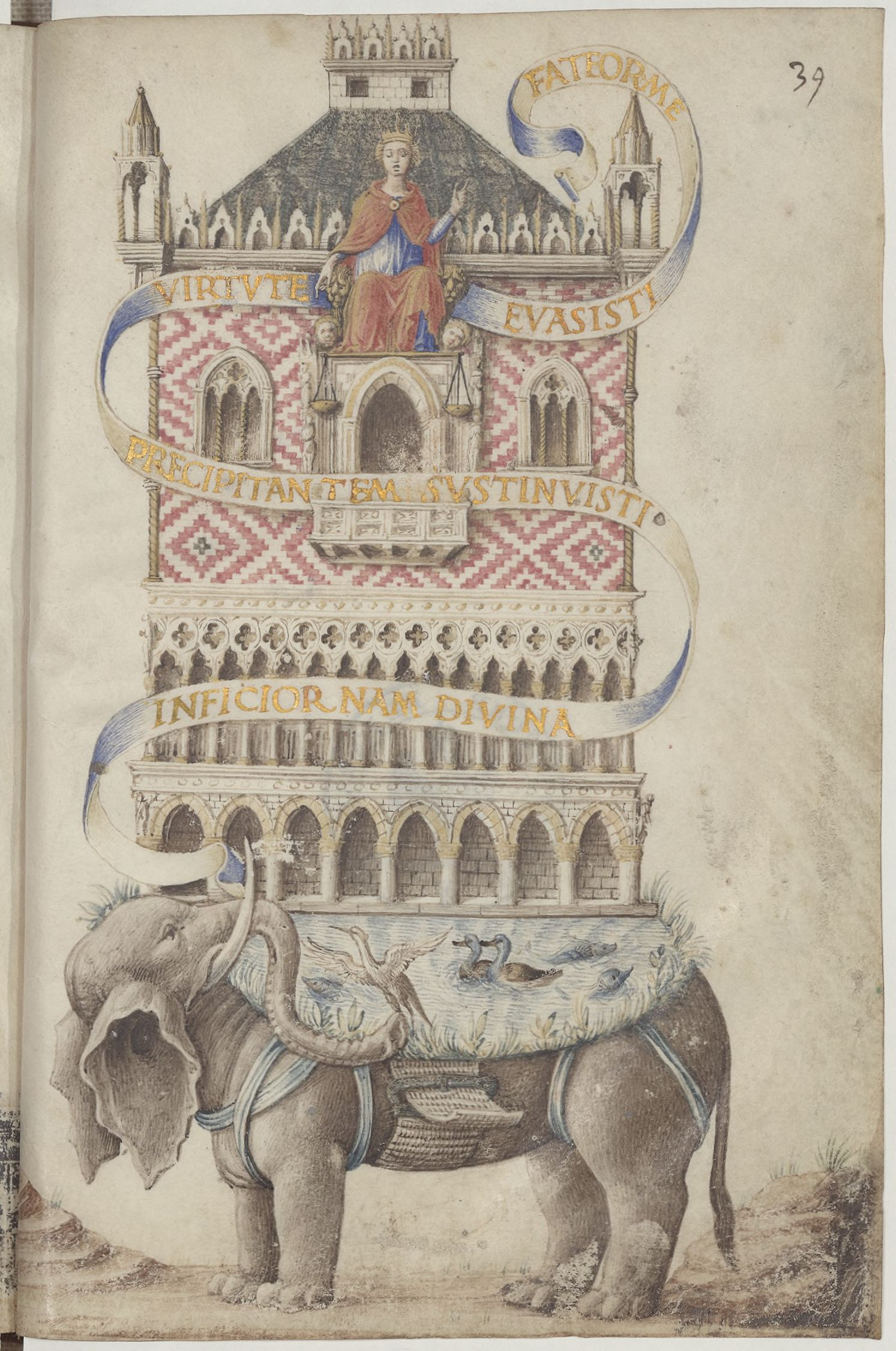
Une allégorie de Venise représentant le palais des Doges, f.39r

## Attribution des 4 miniatures
Une première étude de Millard Meiss en 1957 met en lumière la qualité de ces 4 miniatures du manuscrit et les attribue à Andrea Mantegna. Dès le compte-rendu de l'ouvrage par l'historien de l'art Giuseppe Fiocco (en), ce dernier préfère y voir les mains de Jacopo et Giovanni Bellini. Les historiens de l'art n'ont cessé depuis d'hésiter entre ces trois noms. Gil Robertson en 1968 ne parvient pas à trancher entre Bellini et son beau-frère Mantegna. En 1969, Giordana Mariani Canova soutient le nom de Jacopo Bellini, le père de Giovanni, car selon elle, on peut déceler des réminiscences gothiques dans les peintures propres au père.
Cette hypothèse est fortement critiquée par Luciano Bellosi, pour qui il semble difficile que Jacopo puisse réaliser des compositions aussi innovantes à la fin de sa vie et qui soutient pour sa part l'hypothèse de Giovanni, les comparant avec le Saint Jérôme du Barber Institute of Fine Arts  et les Trois histoires de Drusienne et de saint Jean l'Évangéliste du château royal de Berchtesgaden, datés selon lui vers 1453-1455. Dominique Thiébaut le rejoint, rapprochant pour sa part ces miniatures des œuvres, comme le Christ au tombeau du Museo Poldi Pezzoli ou la Pietà de la Pinacothèque de Brera. La majorité des autres historiens de l'art penchent alors pourtant pour maintenir une attribution à Jacopo.

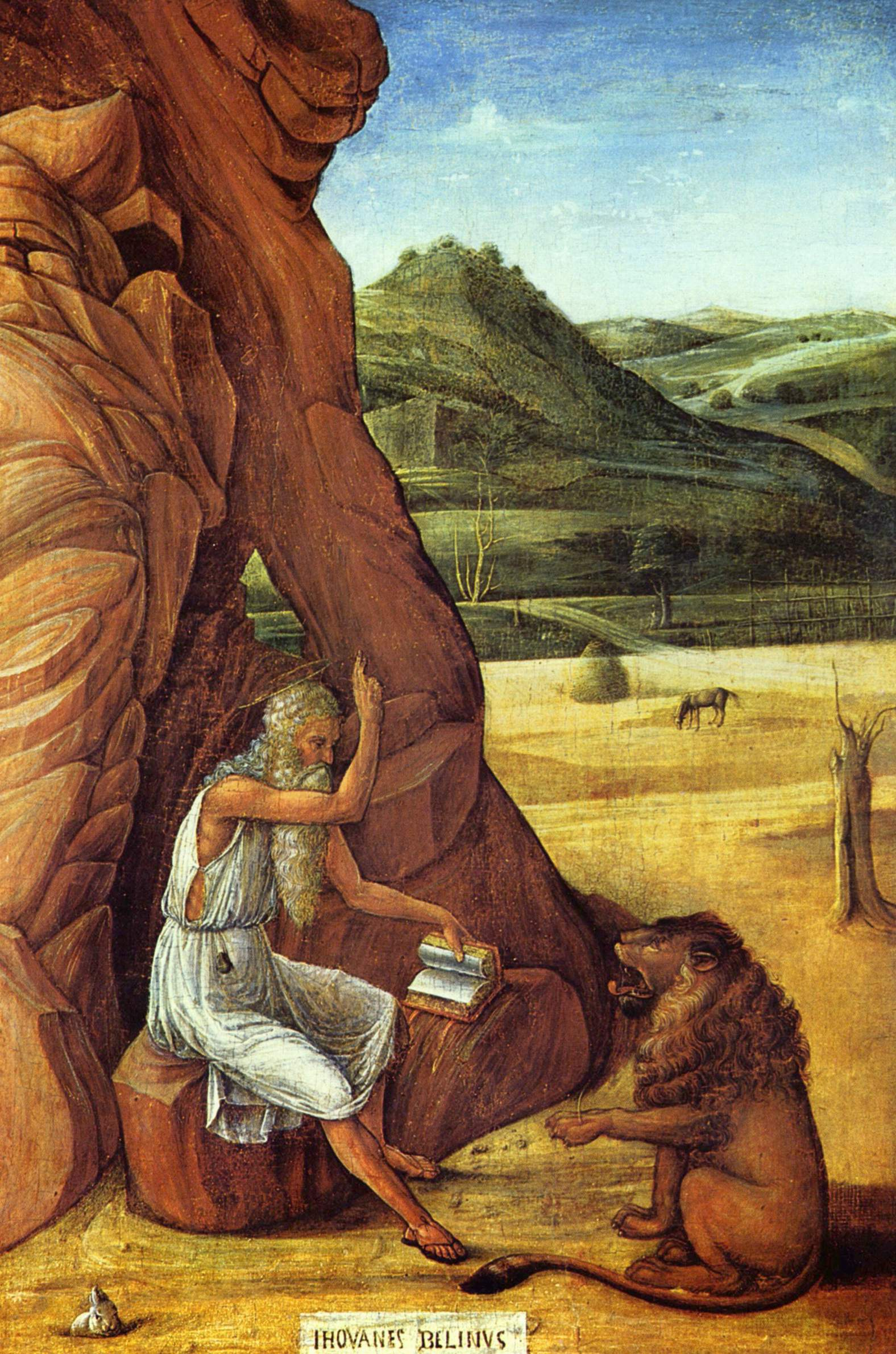
Jérôme au désert
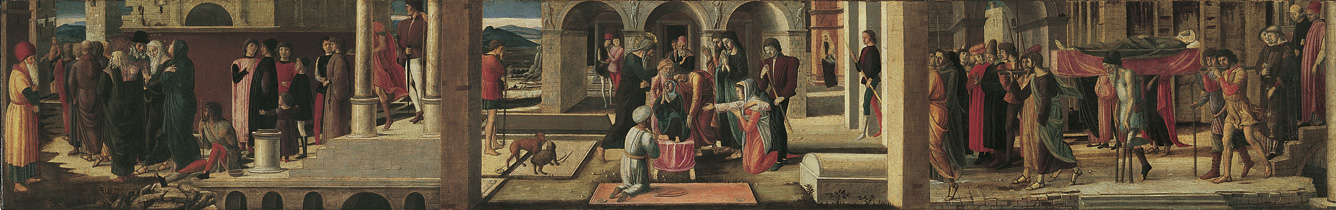
Trois histoires de Drusienne et de saint Jean l'Évangéliste
Christ au tombeau
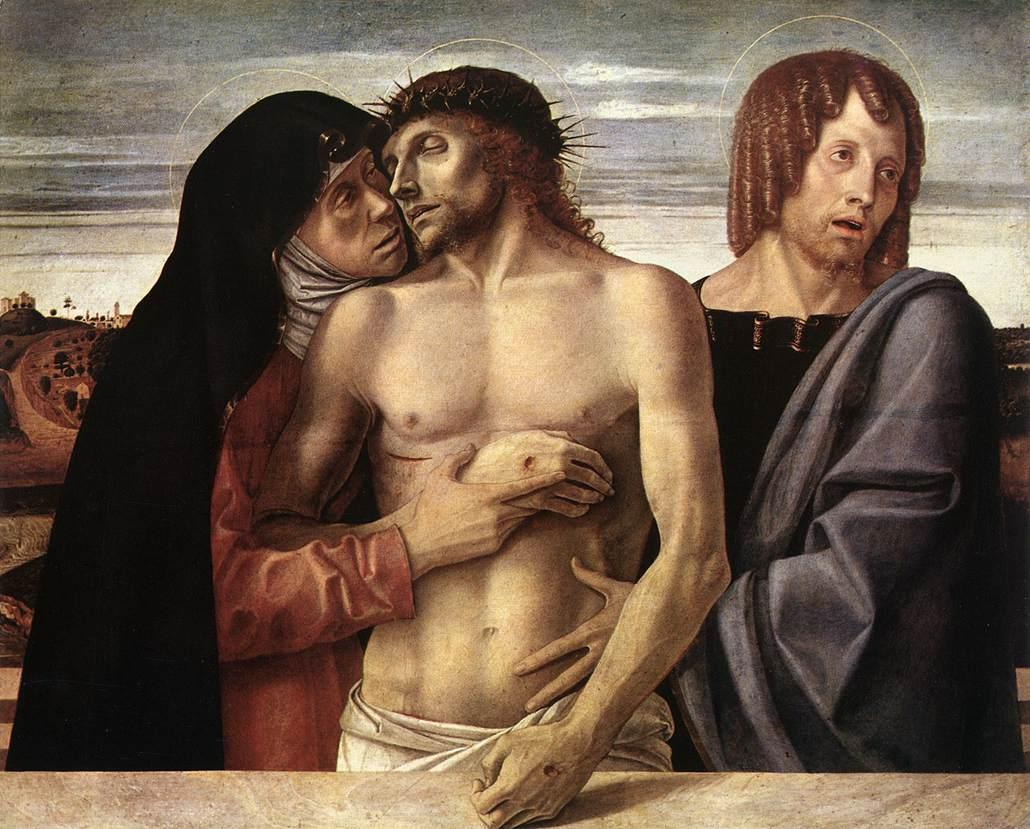
Pietà

Plus récemment, Gennaro Toscano a proposé de voir dans ces quatre miniatures un travail partagé entre le père et son fils : Jacopo, grand portraitiste, serait l'auteur du portrait de Marcello, de même que l'allégorie de Venise, avec le visage naïf de la personnification et la raideur de l'éléphant. L'assemblée de l'ordre pourrait avoir été entamé par Jacopo et achevé par son fils Giovanni, qui se retrouve dans les jeux d'ombres et de lumières, ainsi que dans le rendu du paysage. Le dessin du Saint Maurice pourrait être de Jacopo mais le rendu de la lumière, les rehauts dorés et les traits du visage font plutôt penser selon lui à Giovanni. Il s'agirait donc d'une commande passée à Jacopo Bellini, qui a été aidé par son fils pour achever l'ouvrage.